# 김지현 (아나운서)
김지현(金知炫, 1986년 7월 26일 ~ )은 가톨릭평화방송의 아나운서이다.

## 학력
- 경희대학교 정치외교학과 학사

## 경력
- 춘천 MBC 라디오 리포터
- 가톨릭평화방송 아나운서

## 진행 프로그램
- 가톨릭 뉴스
- 음악, 삶을 만나다
- 행복을 여는 아침 (2013년 10월 21일 ~ 2023년 10월 28일)